# Saison 2008 des Indians de Cleveland
La Saison 2008 des Indians de Cleveland est la 108e saison en ligue majeure pour cette franchise qui défendait son titre de division centrale de la Ligue américaine. Touchés par les longues blessures de plusieurs joueurs cadres tels Hafner, Westbrook, Carmona et Martinez, les Indians terminent au troisième rang de l'AL Central avec 81 victoires pour 81 défaites. Cliff Lee remporte le Trophée Cy Young du meilleur lanceur de la Ligue américaine.

## Intersaison

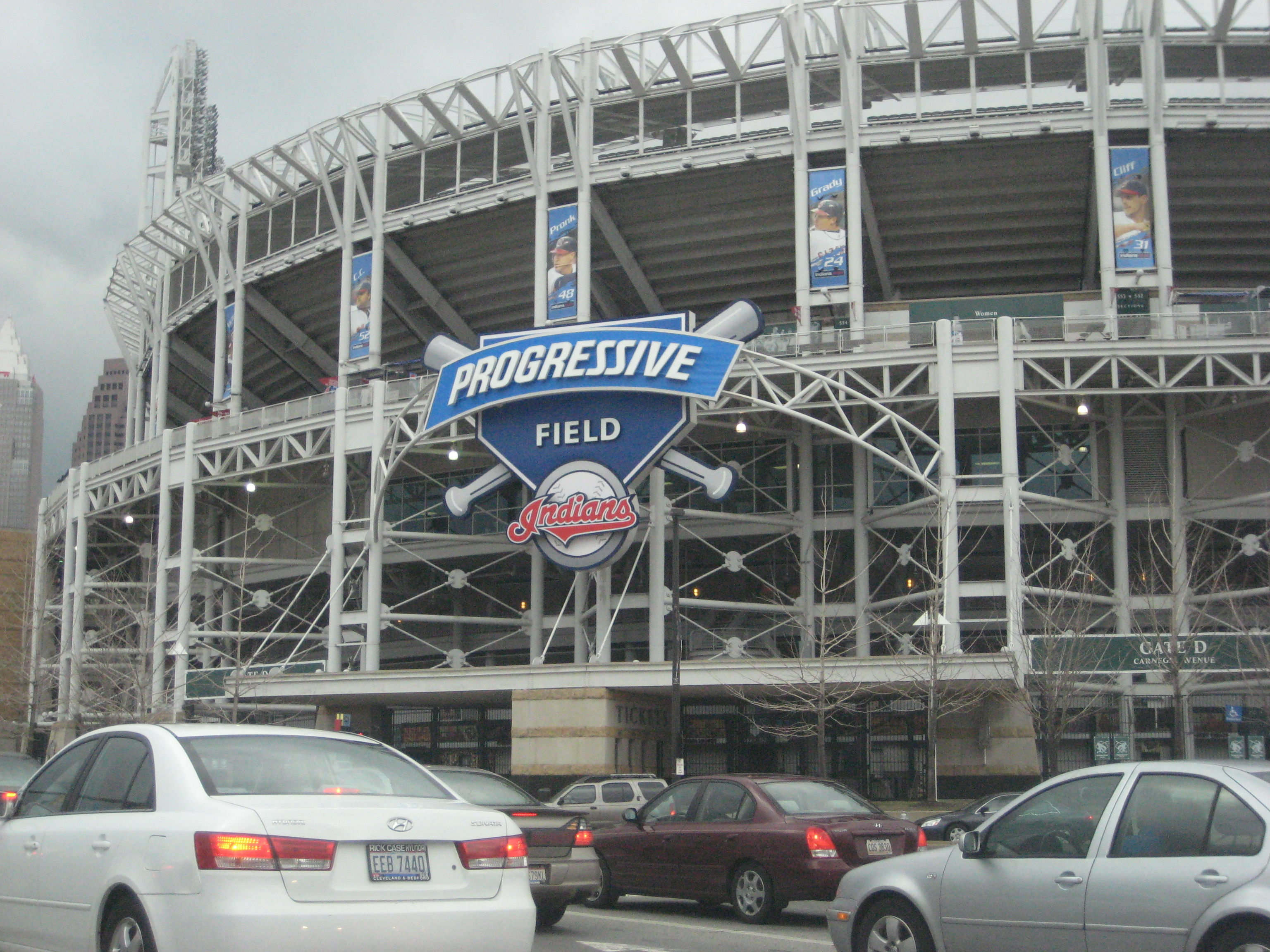
Jacobs Field est renommé Progressive Field

Jacobs Field est renommé Progressive Field du nom d'une compagnie d'assurances ayant acheté les droits de nommage du stade pour seize ans et un montant de 3,6 millions de dollars par an.

### Prolongations de contrat
Le lanceur de relève Rafael Betancourt prolonge son contrat le 23 janvier : il touchera 5,4 millions de dollars sur les saisons 2008 et 2009 avec une option à 5 millions sur une troisième saison, sans compter les primes.
Le 2 février 2008, le joueur de troisième base Casey Blake prolonge d'un an son contrat chez les Indians pour un montant de 6,1 millions de dollars.
La grande affaire de l'inter-saison est la prolongation du contrat de C.C. Sabathia qui peut prétendre au statut d'agent libre en novembre 2008. Les négociations n'aboutissent pas et le joueur décide de mettre un terme aux négociations jusqu'à la fin de la saison.

### Arrivées
Le 20 novembre 2007, le lanceur de relève japonais Masahide Kobayashi signe un contrat de deux saisons pour un montant de 6,25 millions de dollars et une troisième année en option à 3,25 millions.
Le lanceur de relève Craig Breslow est recruté le 23 mars.
Le lanceur de relève Jorge Julio est recruté par les Indians le 31 janvier 2008 sous contrat de Ligue mineur. Après les matches de pré-saison, il rejoint l'effectif actif.

### Départs
Arrivé en renfort le 27 juillet 2007, le joueur de champ extérieur Kenny Lofton (173 passages à la batte pour une moyenne au bâton de 0,283 en 2007) quitte les Indians avec le statut d'agent libre.
Après une saison sous les couleurs des Indians, le joueur de champ extérieur Trot Nixon (307 passages à la batte pour une moyenne au bâton de 0,251 en 2007) quitte la franchise avec le statut d'agent libre.
Après quatre saisons chez les Indians, le lanceur partant Jason Stanford (26,3 manches lancées pour une moyenne de points mérités de 4,78 en 2007) quitte Cleveland et signe chez les Washington Nationals en tant qu'agent libre.
Après un printemps en demi-teinte, le lanceur de relève Aaron Fultz est écarté de l'équipe.

### Grapefruit League
Les matches de préparation se tiennent du 28 février au 29 mars. 32 rencontres sont programmées, dont deux face aux Yankees : le 16 au Legends Field à Tampa en Floride et le 25 au Chain of Lakes Park à Winter Haven en Floride.
Les Indians disputent leur dernière pré-saison à Winter Haven car ils déménagent ensuite leur camp d'entraînement en Arizona. Le dernier match joué au Chain of Lakes Park a lieu le 27 mars 2008 face au Tampa Bay Rays ; Les deux dernières rencontres de cette pré-saison se jouent en effet à l'extérieur.
La course à la cinquième place de lanceur partant fut très disputée entre Cliff Lee, finalement choisi, Aaron Laffey et Jeremy Sowers.

## Saison régulière
Le 12 mai 2008, les Indians signent le troisième triple jeu sans assistance de leur histoire après ceux du 19 juillet 1909 et du 10 octobre 1920. Ce type d'action est le plus rare des coups en baseball puisque 14 triples jeux sans assistance seulement sont comptabilisés dans l'histoire des Ligues majeures contre 15 batteurs qui ont réussi à frapper quatre coups de circuit au cours du même match. Sur ces 14 triples jeux sans assistance, les Indians en comptent trois devant les Red Sox et les Braves, deux chacun.
À la mi-saison 2008, les Indians sont en mauvaise position à quinze victoires des leaders de leur poule. Des blessures et des résultats en dents de scie des lanceurs expliquent cette situation. Cliff Lee, meilleur lanceur de la Ligue, échappe au naufrage avec 12 victoires pour 2 défaites et hérite logiquement du poste de lanceur partant au match des étoiles 2008 le 16 juillet au Yankee Stadium. Grady Sizemore est également présent. Quatre jours avant, le transfert de C.C. Sabathia était conclu avec les Milwaukee Brewers. Les Indians terminent la saison 2008 au troisième rang de leur division avec 81 victoires pour 81 défaites. Cliff Lee, qui signe finalement 22 victoires pour 3 défaites, remporte le trophée Cy Young.

### Calendrier
|    | Mars      | Avril       | Mai         | Juin        | Juillet     | Août        | Septembre   |    |
| -- | --------- | ----------- | ----------- | ----------- | ----------- | ----------- | ----------- | -- |
| 1  |           |             | Mariners    | @ Royals    | @ White Sox | @ Twins     | White Sox   | 1  |
| 2  |           | White Sox   | Royals      | @ Rangers   | @ White Sox | @ Twins     | White Sox   | 2  |
| 3  |           | White Sox   | Royals      | @ Rangers   |             | @ Twins     | White Sox   | 3  |
| 4  |           | @ Athletics | Royals      | @ Rangers   | @ Twins     | @ Rays      |             | 4  |
| 5  |           | @ Athletics |             | @ Rangers   | @ Twins     | @ Rays      | @ Royals    | 5  |
| 6  |           | @ Athletics | @ Yankees   | @ Tigers    | @ Twins     | @ Rays      | @ Royals    | 6  |
| 7  |           | @ Angels    | @ Yankees   | @ Tigers    |             |             | @ Royals    | 7  |
| 8  |           | @ Angels    | @ Yankees   | @ Tigers    | @ Tigers    | @ Blue Jays | @ Orioles   | 8  |
| 9  |           | @ Angels    | Blue Jays   | @ Tigers    | @ Tigers    | @ Blue Jays | @ Orioles   | 9  |
| 10 |           |             | Blue Jays   | Twins       | Rays        | @ Blue Jays | @ Orioles   | 10 |
| 11 |           | Athletics   | Blue Jays   | Twins       | Rays        | Orioles     | @ Orioles   | 11 |
| 12 |           | Athletics   | Blue Jays   | Twins       | Rays        | Orioles     | Royals      | 12 |
| 13 |           | Athletics   | Athletics   | Padres      | Rays        | Orioles     | Royals      | 13 |
| 14 |           | Red Sox     | Athletics   | Padres      |             | Orioles     | Royals      | 14 |
| 15 |           | Red Sox     | Athletics   | Padres      | All-Star    | Angels      | Twins       | 15 |
| 16 |           | Tigers      | @ Reds      |             |             |             | Twins       | 16 |
| 17 |           | Tigers      | @ Reds      | @ Rockies   |             | Angels      | Twins       | 17 |
| 18 |           | @ Twins     | @ Reds      | @ Rockies   | @ Mariners  | Angels      |             | 18 |
| 19 |           | @ Twins     |             | @ Rockies   | @ Mariners  | Royals      | Tigers      | 19 |
| 20 |           | @ Twins     | @ White Sox | @ Dodgers   | @ Mariners  | Royals      | Tigers      | 20 |
| 21 |           |             | @ White Sox | @ Dodgers   | @ Angels    | Royals      | Tigers      | 21 |
| 22 |           | @ Royals    | @ White Sox | @ Dodgers   | @ Angels    | @ Rangers   | @ Red Sox   | 22 |
| 23 |           | @ Royals    | Rangers     |             | @ Angels    | @ Rangers   | @ Red Sox   | 23 |
| 24 |           | @ Royals    | Rangers     | Giants      |             | @ Rangers   | @ Red Sox   | 24 |
| 25 |           | Yankees     | Rangers     | Giants      | Twins       | @ Tigers    | @ Red Sox   | 25 |
| 26 |           | Yankees     | White Sox   | Giants      | Twins       | @ Tigers    | @ White Sox | 26 |
| 27 |           | Yankees     | White Sox   | Reds        | Twins       | @ Tigers    | @ White Sox | 27 |
| 28 |           | Yankees     | White Sox   | Reds        | Tigers      |             | @ White Sox | 28 |
| 29 |           | Mariners    |             | Reds        | Tigers      | Mariners    |             | 29 |
| 30 |           | Mariners    | @ Royals    | @ White Sox | Tigers      | Mariners    |             | 30 |
| 31 | White Sox |             | @ Royals    |             | Tigers      | Mariners    |             | 31 |
|    | Mars      | Avril       | Mai         | Juin        | Juillet     | Août        | Septembre   |    |

### Classement
| Ligue américaine (Division Centrale) | V  | D  | %     | GB   |
| ------------------------------------ | -- | -- | ----- | ---- |
| White Sox de Chicago                 | 89 | 74 | 0.540 | --   |
| Twins du Minnesota                   | 88 | 75 | 0.543 | 1    |
| Indians de Cleveland                 | 81 | 81 | 0.500 | 7.0  |
| Royals de Kansas City                | 75 | 87 | 0.463 | 13.0 |
| Tigers de Detroit                    | 74 | 87 | 0.460 | 13.5 |

## Affiliations en ligues mineures
| Niveau         | Equipe                    | Ligue                   | Article sur la saison |
| -------------- | ------------------------- | ----------------------- | --------------------- |
| AAA            | Buffalo Bisons            | International League    |                       |
| AA             | Akron Aeros               | Eastern League          |                       |
| Advanced A     | Kinston Indians           | Carolina League         |                       |
| A              | Lake County Captains      | South Atlantic League   |                       |
| Short Season A | Mahoning Valley Scrappers | New York - Penn League  |                       |
| Rookie         | Gulf Coast Indians        | Gulf Coast League       |                       |
| Rookie         | DSL Indians               | Dominican Summer League |                       |